# Mirsk
Mirsk é um município da Polônia, na voivodia da Baixa Silésia e no condado de Lwówek Śląski. Estende-se por uma área de 14,66 km², com 3 981 habitantes, segundo os censos de 2016, com uma densidade de 271,6 hab/km².